# Hephaistion

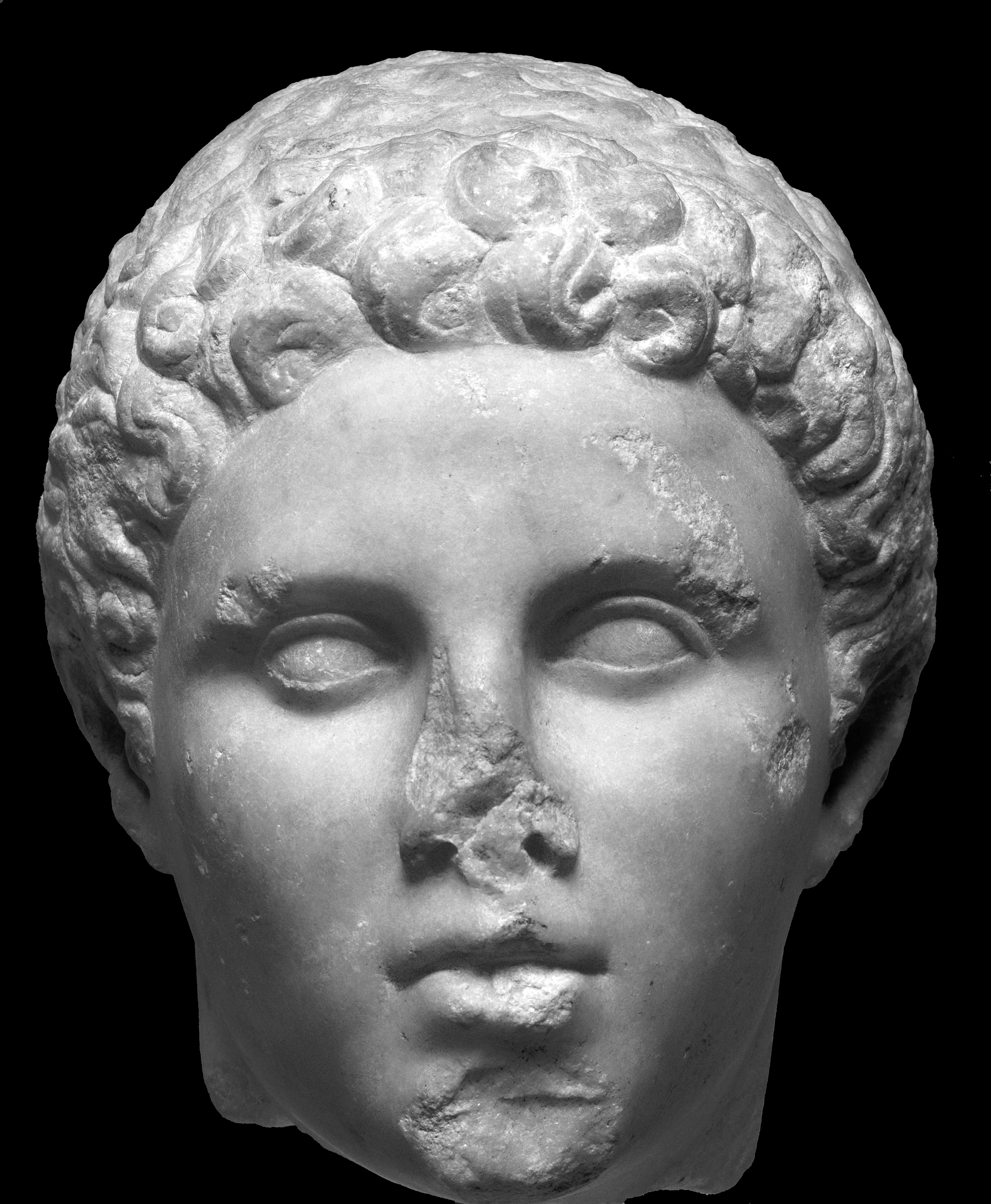
Marmorkopf des Hephaistion
(ca. 320 v. Chr., J. Paul Getty Museum, Malibu)

Hephaistion  (altgriechisch Ἡφαιστίων Hēphaistíōn; * um 360 v. Chr. in Pella, Makedonien; † Winter 324/23 v. Chr. in Ekbatana), Sohn des Amyntor, war ein makedonischer Adeliger, der engste Freund, General, Begleiter (hetairos), Leibwächter und wahrscheinlich auch Geliebter Alexanders des Großen. Aufgrund seiner besonderen Loyalität zu Alexander und dessen politischem Programm der Aussöhnung und Verschmelzung der verschiedenen Völker seines Reiches konnte er zum zweiten Mann des Reiches aufsteigen.